# Stortjärnen (Hammerdals socken, Jämtland, 705630-147813)
Stortjärnen är en sjö i Strömsunds kommun i Jämtland och ingår i Indalsälvens huvudavrinningsområde.